# Carlo Oppizzoni
Carlo Oppizzoni, mas também Opizzoni ou Oppizoni (Milão, 15 de abril de 1769 - Bolonha, 13 de abril de 1855), foi um cardeal e arcebispo católico italiano.

## Biografia
Pertencente a uma nobre família milanesa, era filho do conde Francesco e da marquesa Paola Trivulzio. Ele estudou na Universidade de Pavia, onde recebeu seu doutorado em teologia e direito canônico em 7 de junho de 1790.
Em 25 de maio de 1793 foi ordenado sacerdote e em 1799 tornou-se arcipreste do Capítulo da Catedral de Milão. No Congresso de Lyon, ele tentou sistematizar as condições da igreja no território da República Cisalpina, defendendo com sucesso os direitos da igreja. Ele recusou a nomeação proposta para se tornar arcebispo de Milão.
A 20 de setembro de 1802 tornou-se arcebispo de Bolonha, sendo consagrado a 21 de setembro desse ano com a entrega do relativo pálio. Nesta cerimônia, celebrada em Roma na igreja de San Carlo ai Catinari, esteve presente como celebrante o cardeal Giovanni Filippo Gallarati Scotti, auxiliado por Pietro Gravina, arcebispo titular de Nicéia, núncio apostólico na Suíça, e por Benedetto Fenaja, arcebispo titular de Filippi, vice-gerente de Roma. No consistório de 26 de março de 1804, o Papa Pio VII o nomeou cardeal com o título de cardeal sacerdote de São Bernardo nas Termas Dioclecianas (28 de maio).
Ele foi premiado por Napoleão com o título de senador do Reino da Itália e membro da Ordem da Coroa de Ferro. Aproveitando-se de sua posição privilegiada dentro do novo governo francês na Itália, a partir de 1808 tentou restaurar os direitos e o prestígio da igreja antes mesmo da autoridade política, mas quando se recusou a comparecer ao casamento de Napoleão com Maria Luísa de Áustria ( 1810), foi preso por eles no castelo de Vincennes, exilado e privado da púrpura cardinalícia.
Retornou a Bolonha em julho de 1815 e participou do conclave de 1823 que elegeu o Papa Leão XII Reitor da Pontifícia Universidade de Bolonha desde 1824, participou do conclave de 1829 que elegeu o Papa Pio VIII e de Conclave de 1830-1831 que elegeu Papa Gregório XVI Nesse ano também foi nomeado legado a latere para as províncias de Metauro, Bolonha, Ferrara, Forlì e Ravenna, mas renunciou após um mês e meio.
Em 1839 optou pelo título de San Lorenzo in Lucina e tornou-se proto-presbítero. Participou do conclave de 1846 que elegeu o Papa Pio IX.
Exerceu um longo apostolado em Bolonha, mostrou grande moderação durante a repressão das revoltas da Emilia-Romagna de 1830-31 e apoiou os seus cidadãos durante a Revoluções de 1848, intervindo várias vezes a seu favor.
Morreu com quase 86 anos, seu corpo foi sepultado na Capela dedicada a San Carlo na Catedral de Bolonha.
Giuseppe Rovani traça um retrato amplo e severo de Opizzoni em "Cem Anos" (livro XIX, capítulo IV). Rovani reconhece ao prelado “todas as qualidades que compõem os santos; mas santos sem talento. O sentimento, o coração, as intenções eram admiráveis; Ele tinha "admiração e aversão a qualquer coisa que pudesse tornar a vida mundana mais cara e atraente para os mortais", particularmente em relação à beleza e engenhosidade femininas. "Ele costumava dizer que para amar a Deus não era preciso tanta sublimidade de espírito nem tanto salto de imaginação". Das artes, detestava a música, principalmente a teatral.

## conclaves
Durante seu cardinalato, Carlo Oppizzoni participou de quatro conclaves:
- Conclave de 1823, que elegeu o Papa Leão XII
- Conclave de 1829, que elegeu o Papa Pio VIII
- Conclave de 1830-1831, que elegeu o Papa Gregório XVI
- Conclave de 1846, que elegeu o Papa Pio IX